# Lliga gal·lesa de futbol
La lliga gal·lesa de futbol, en anglès Welsh Premier League, és la màxima competició de futbol que es disputa al País de Gal·les. Fins al 2002 fou anomenada League of Wales. Actualment, per raons de patrocini, s'anomena Dafabet Welsh Premier League.

## Història
La lliga fiu creada a l'octubre de 1991 per Alun Evans, secretari general de la Football Association of Wales. La competició començà la temporada 1992-93.
Fins aleshores, Gal·les era dels pocs membres de la FIFA que no disposava de lliga nacional. Hi havia diverses lligues regionals, però els principals clubs del país disputaven competicions a Anglaterra, fet que es manté actualment amb clubs com Cardiff City, Swansea City i Wrexham, que continuen a disputar les competicions veïnes.
La lliga ha estat patrocinada diversos anys. Aquests patrocinadors han estat:
- 1992: Konica Peter Llewellyn Limited of Swansea
- 1993-2001: No hi va haver patrocinador.
- 2002-2004: JT Hughes Mitsubishi
- 2004-2006: Vauxhall Masterfit Retailers
- 2006-2011: Principality Building Society
- 2011-2015: CorbettSports.com
- 2015-actualitat: Dafabet

## Equips
Aquests clubs participen en la temporada de 2016-17:
| Club                            | Ubicació      | Estadi                     | Capacitat |
| ------------------------------- | ------------- | -------------------------- | --------- |
| Aberystwyth Town                | Aberystwyth   | Park Avenue                | 5.000     |
| Airbus UK Broughton             | Broughton     | The Airfield               | 1.600     |
| Bala Town                       | Y Bala        | Maes Tegid                 | 3.000     |
| Bangor City                     | Bangor        | Nantporth                  | 3.000     |
| Cardiff Metropolitan University | Cardiff       | Cyncoed Campus             | 1.620     |
| Carmarthen Town                 | Carmarthen    | Richmond Park              | 3.000     |
| Cefn Druids                     | Wrexham       | The Rock                   | 3.000     |
| Connah's Quay Nomads            | Connah's Quay | Deeside Stadium            | 1.500     |
| Llandudno                       | Llandudno     | Park MBi Maesdu            | 1.013     |
| Newtown                         | Newtown       | Latham Park                | 5.000     |
| Rhyl                            | Rhyl          | The Corbett Sports Stadium | 3.000     |
| The New Saints                  | Oswestry      | Park Hall                  | 2.000     |

## Historial
- 1992-93:  Cwmbran Town (1)
- 1993-94:  Bangor City (1)
- 1994-95:  Bangor City (2)
- 1995-96:  Barry Town (1)
- 1996-97:  Barry Town (2)
- 1997-98:  Barry Town (3)
- 1998-99:  Barry Town (4)
- 1999-00:  Total Network Solutions (1)
- 2000-01:  Barry Town (5)
- 2001-02:  Barry Town (6)
- 2002-03:  Barry Town (7)
- 2003-04:  Rhyl (1)
- 2004-05:  Total Network Solutions (2)
- 2005-06:  Total Network Solutions (3)
- 2006-07:  The New Saints (4)
- 2007-08:  Llanelli (1)
- 2008-09:  Rhyl (2)
- 2009-10:  The New Saints (5)
- 2010-11:  Bangor City (3)
- 2011-12:  The New Saints (6)
- 2012-13:  The New Saints (7)
- 2013-14:  The New Saints (8)
- 2014-15:  The New Saints (9)
- 2015-16:  The New Saints (10)
- 2016-17:  The New Saints (11)
- 2017-18:  The New Saints (12)
- 2018-19:  The New Saints (13)
- 2019-20:  Connah's Quay Nomads (1)
- 2020-21:  Connah's Quay Nomads (2)
- 2021-22:  The New Saints (14)
- 2022-23:  The New Saints (15)
- 2023-24:  The New Saints (16)
- 2024-25:  The New Saints (17)